# Castillo de Baños de Abajo
Castillo de Baños de Abajo (o simplemente Castillo de Baños) es una localidad y pedanía española del municipio de Polopos, situada en la parte oriental de la Costa Granadina, provincia de Granada, Andalucía. A tan sólo 500 metros de Castillo de Baños de Arriba —de la que está separada por la carretera del Mediterráneo—, cerca de esta localidad se encuentran los núcleos de Casarones, La Guapa, El Lance y La Mamola.
Castillo de Baños de Abajo es, junto con La Mamola, uno de los dos únicos núcleos situados en la costa Mediterránea del municipio polopero.

## Cultura

### Fiestas

#### Hogueras de San Juan
En la noche del 23 al 24 de junio de cada año se encienden hogueras para echar al fuego los enseres viejos y todo lo desagradable, de manera simbólica, que haya sucedido durante el año anterior. Las gentes se instalan en la playa, donde comen, cantan y beben y se bañan en el mar.